# Гарбер, Даниэль
Даниэль Гарбер (англ. Daniel Garber; 1880—1958) — американский художник-импрессионист, пейзажист;
член художественной колонии в Нью-Хоупе, штат Пенсильвания. В дополнение к карьере живописца, преподавал искусство в Пенсильванской академии изящных искусств на протяжении более сорока лет.

## Биография
Родился 11 апреля 1880 года в городе Норт-Манчестер, штат Индиана, в семье Daniel Garber и Elizabeth Blickenstaff Shively Garber.
Искусство изучал в Художественной академии Цинциннати и в Пенсильванской академии изящных искусств в Филадельфии — с 1899 по 1905 годы. В эти годы встретился и женился на Мэри Франклин (англ. Mary Franklin), которая тоже был студенткой. В традициях многих американских художников, Гарбер с женой путешествовали по Европе, где закончили своё художественное образование. Вернувшись в Америку в 1907 году, по совету художника Уильяма Латропа, он поселился в городе Cuttalossa, округ Бакс, Пенсильвания; недалеко от города Lumberville, находящегося в шести милях от арт-колонии Нью-Хоуп ниже по реке Делавэр.
Умер 5 июля 1958 года в городе Катталосса, штат Пенсильвания, упав с лестницы на своей студии. Похоронен на кладбище Solebury Friends Burying Grounds города Solebury.

## Творчество
Как и большинство художников-импрессионистов, Гарбер писал пейзажи на пленэре. Свои работы выставлял по всей стране, заработав множество наград, включая золотую медаль на Панама-Тихоокеанской международной выставке в Сан-Франциско (1915), Калифорния. Был избран членом Национальной академии дизайна в 1913 году. Его картины являются собственностью крупнейших музеев, в том числе Смитсоновского музея американского искусства, Чикагского института искусств и Художественного музея Филадельфии. На сегодня картины Гарбера коллекционерами и искусствоведами считаются лучшими из произведений художников Нью-Хоупа.

Некоторые работы
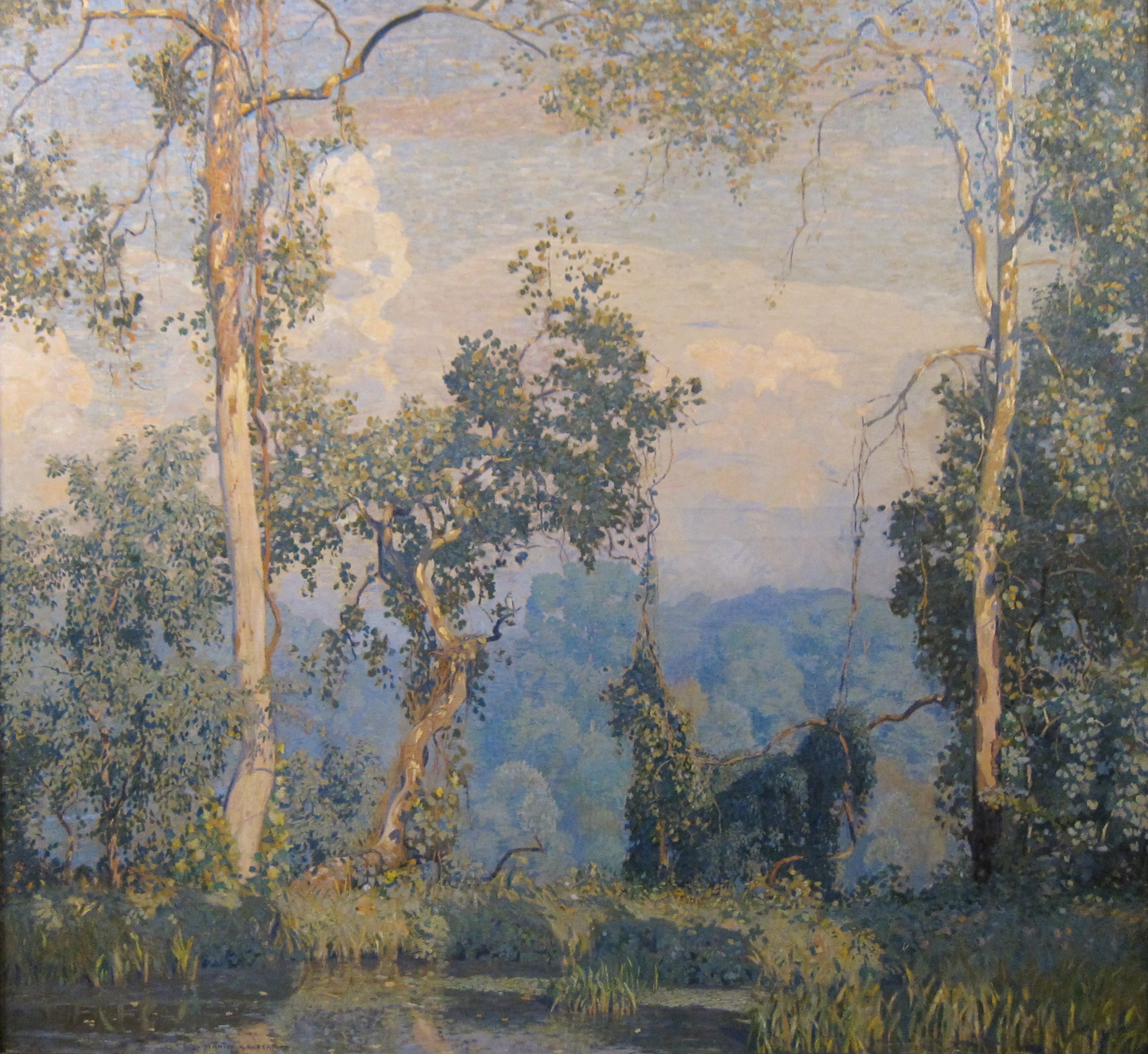
1917 год
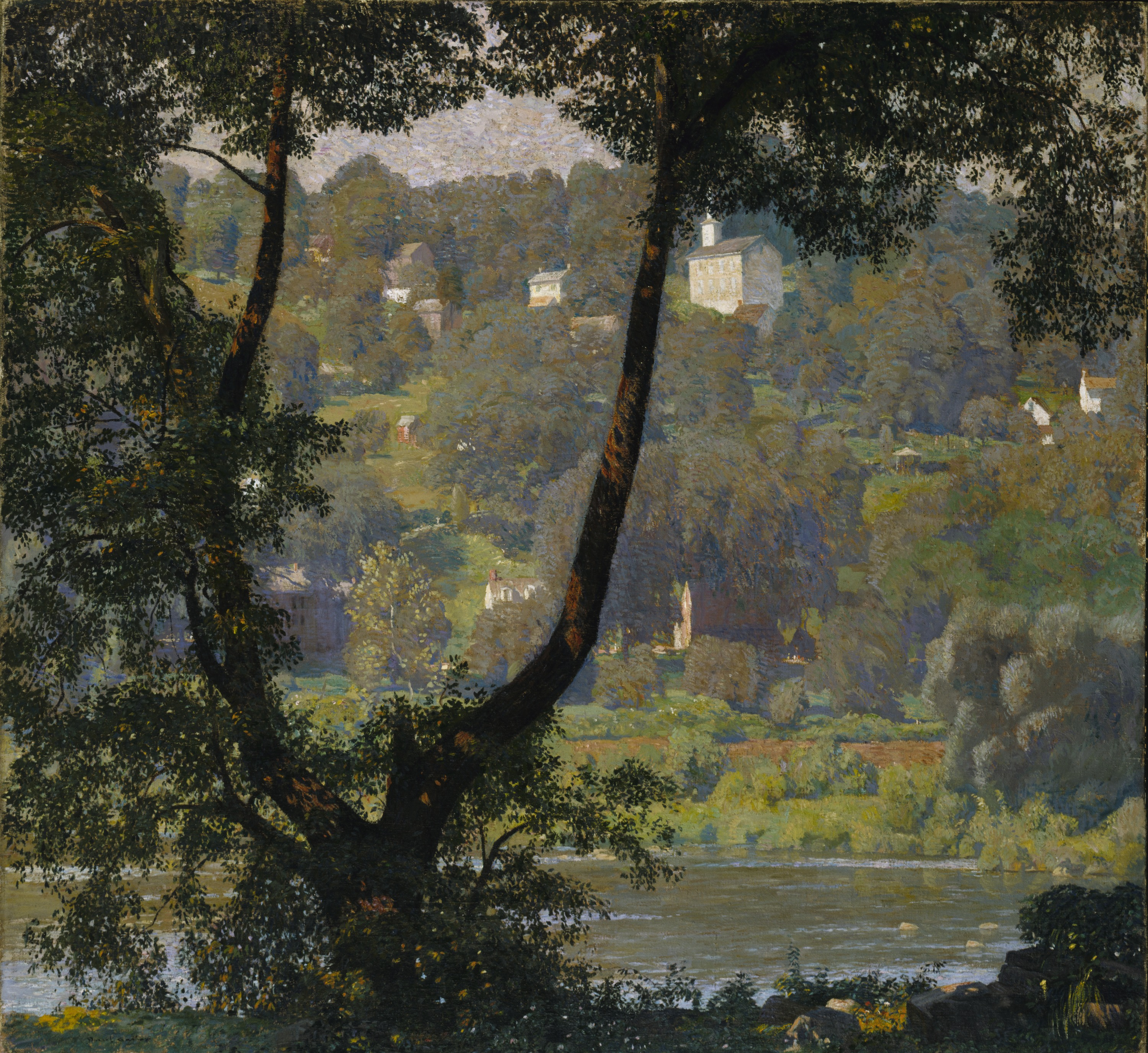
1920 год
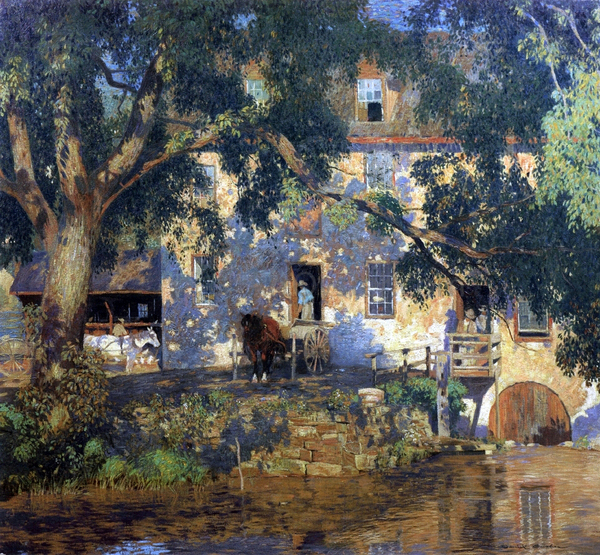
1921 год